# Partido Justicialista (Córdoba)
El Partido Justicialista de Córdoba o Partido Peronista de Córdoba es un partido político cordobés, de orientación peronista. Es el organismo partidario provincial del Partido Justicialista.

## Historia

### Primeros Años
El partido peronista cordobés se fundó en el año 1947, coincidiendo con la consolidación del peronismo a nivel nacional y la expansión del movimiento en las distintas provincias argentinas.
El Partido Peronista de Córdoba se construyó sobre las ruinas de dos partidos nuevos, la UCR (Junta Renovadora) y el Partido Laborista, y el éxodo de dirigentes y militantes de un tercero, el tradicional Partido Demócrata. Estos partidos se fundaron en el último trimestre de 1945 con el objetivo común de promover la candidatura de Juan Domingo Perón a la presidencia de la nación. Sin embargo, a pesar de las dificultades mencionadas, el peronismo apeló a distintos medios para consolidarse en la provincia, relegando al laborismo en casi todo el país en beneficio de colaboradores radicales y conservadores.
Durante su existencia, el Partido Peronista en Córdoba estuvo constantemente intervenido por la dirección nacional partidaria, el Consejo Superior, supervisado estrechamente por el presidente Perón. La práctica de la intervención a los peronismos provinciales se convirtió en una norma no escrita de la política partidaria. A lo largo de su historia, el peronismo experimentó cambios en su formato organizativo, como la creación de la rama femenina, la constitución de comandos estratégicos, tácticos y subtácticos, la génesis de la figura de los inspectores y la formación de la Escuela Superior Peronista. Sin embargo, la presencia de interventores fue una constante en el partido.

### Menemismo y actualidad
Entre 1988 y 1998 atravesó un período de transformaciones y disputas internas que marcaron su trayectoria. Tras la Renovación Peronista a fines de los 80, el PJ cordobés experimentó tensiones con la gestión nacional, buscando un equilibrio entre el apoyo al gobierno de Menem y la autonomía para la discusión interna.
Durante los años 90, se observó una consolidación ideológica en el contexto de una hegemonía neoliberal que llevó a la formación de la coalición Unión por Córdoba, la cual incluía sectores liberales y promovía una lógica empresarial en lo público. Esta consolidación ideológica se dio en medio de una fragmentación y competencia partidaria que desafiaba la cohesión interna del PJ.
La dinámica intrapartidaria estuvo marcada, por disputas por el control de recursos organizacionales y por los mecanismos utilizados para zanjar la competencia interna entre las sub-coaliciones locales y la dirigencia nacional. La nueva coalición peronista, culminó con la victoria en las elecciones provinciales de 1998 y el acceso al gobierno de Córdoba, que desde ese entonces el PJ no dejó de gobernar la provincia de la mano de José Manuel de la Sota (1998-2007 y 2011 y 2015), Juan Schiaretti por la coalición de centroderecha Hacemos por Córdoba (2015-2019 y 2019-2023), y Martín Llaryora por la centrista Hacemos Unidos por Córdoba (2023-actualidad) . En julio de 2025, Juan Schiaretti presentó su renuncia a la presidencia del partido.